# Plestin-les-Grèves
Plestin-les-Grèves é uma comuna francesa na região administrativa da Bretanha, no departamento Côtes-d'Armor. Estende-se por uma área de 34,44 km². Em 2010 a comuna tinha 3 703 habitantes (densidade: 107,5 hab./km²).